# Análisis de contenido
El análisis de contenido (en inglés: content analysis) es una técnica de investigación social que involucra el estudio de documentos y artefactos de comunicación, que pueden ser textos de diversos formatos, imágenes, audio o video. Los cientistas sociales utilizan el análisis de contenido para examinar patrones de comunicación de manera replicable y sistemática. Una de las ventajas clave de utilizar el análisis de contenido para analizar fenómenos sociales es su naturaleza no invasiva, en contraste con la simulación de experiencias sociales o la recopilación de respuestas a encuestas.
Las prácticas y filosofías del análisis de contenido varían entre las disciplinas académicas. Todas implican la lectura u observación sistemática de textos o artefactos a los que se les asignan etiquetas (a veces llamadas «códigos») para indicar la presencia de contenidos interesantes y significativos. Al etiquetar sistemáticamente el contenido de un conjunto de textos, los investigadores pueden analizar patrones de contenido cuantitativamente utilizando métodos estadísticos, o utilizar métodos cualitativos para analizar los significados del contenido dentro de los textos.
Las computadoras se utilizan cada vez más en el análisis de contenido para automatizar el etiquetado (o «codificación») de documentos. Técnicas computacionales simples pueden proporcionar datos descriptivos como frecuencias de palabras y longitud de documentos. Los clasificadores de aprendizaje automático pueden aumentar en gran medida la cantidad de textos que se pueden etiquetar, pero la utilidad científica de hacerlo es un tema de debate. Además, se encuentran disponibles numerosos programas informáticos de análisis de texto asistido por computadora, que analizan el texto en busca de características lingüísticas, semánticas y psicológicas predeterminadas.

## Objetivos
El análisis de contenido se entiende mejor como una amplia familia de técnicas. Los investigadores eficaces eligen las técnicas que mejor les ayuden a responder sus preguntas de fondo. Dicho esto, según Klaus Krippendorff, en todo análisis de contenido deben abordarse seis cuestiones:
- ¿Qué datos se analizan?
- ¿Cómo se definen los datos?
- ¿De qué población se extraen los datos?
- ¿Cuál es el contexto relevante?
- ¿Cuáles son los límites del análisis?
- ¿Qué se va a medir?

La forma más simple y objetiva de análisis de contenido considera características inequívocas del texto, como la frecuencia de las palabras, el área de página ocupada por una columna de periódico o la duración de un programa de radio o televisión. El análisis simple de frecuencias de palabras es limitado, ya que el significado de una palabra depende del texto que la rodea. Las rutinas de palabras clave en contexto (KWIC) abordan esto colocando palabras en su contexto textual. Esto ayuda a resolver ambigüedades como las que introducen sinónimos y homónimos.[cita requerida]
Un paso más adelante en el análisis es la distinción entre enfoques (cuantitativos) basados en diccionarios y enfoques cualitativos. Los enfoques basados en diccionarios establecen una lista de categorías derivadas de la lista de frecuencia de palabras y controlan la distribución de las palabras y sus respectivas categorías en los textos. Mientras que los métodos de análisis de contenido cuantitativo transforman de esta manera las observaciones de las categorías encontradas en datos estadísticos cuantitativos, el análisis de contenido cualitativo se centra más en la intencionalidad y sus implicaciones. Existen fuertes paralelismos entre el análisis de contenido cualitativo y el análisis temático.

## Análisis de contenido cualitativo y cuantitativo
El análisis de contenido cuantitativo destaca los recuentos de frecuencias y el análisis objetivo de estas frecuencias codificadas. Además, el análisis de contenido cuantitativo comienza con una hipótesis formulada y la codificación se decide antes de que comience el análisis. Estas categorías de codificación son estrictamente relevantes para la hipótesis del investigador. El análisis cuantitativo también adopta un enfoque deductivo.
Siegfried Kracauer ofrece una crítica del análisis cuantitativo, afirmando que simplifica demasiado las comunicaciones complejas para ser más confiables. Por otro lado, el análisis cualitativo se ocupa de las complejidades de las interpretaciones latentes, mientras que el cuantitativo se centra en los significados manifiestos. También reconoce una "superposición" del análisis de contenido cualitativo y cuantitativo. Los patrones se examinan más de cerca en el análisis cualitativo y, en función de los significados latentes que el investigador pueda encontrar, se podría cambiar el curso de la investigación. Es inductivo y comienza con preguntas de investigación abiertas, en lugar de una hipótesis.

## Libros de códigos
El instrumento de recolección de datos utilizado en el análisis de contenido es el libro de códigos o esquema de codificación. En el análisis de contenido cualitativo, el libro de códigos se construye y mejora durante la codificación, mientras que en el análisis de contenido cuantitativo es necesario desarrollar y probar previamente su confiabilidad y validez antes de codificar. El libro de códigos incluye instrucciones detalladas para codificadores humanos además de definiciones claras de los respectivos conceptos o variables a codificar más los valores asignados.
De acuerdo con los estándares actuales de buenas prácticas científicas, cada estudio de análisis de contenido debe proporcionar su libro de códigos en el apéndice o como material complementario para garantizar la reproducibilidad del estudio. En el servidor Open Science Framework (OSF) del Centro para la Ciencia Abierta, muchos libros de códigos de estudios de análisis de contenido están disponibles gratuitamente mediante la búsqueda de "libro de códigos".
Además, la Database of Variables for Content Analysis (DOCA) proporciona un archivo de acceso abierto de variables previamente probadas y libros de códigos establecidos para análisis de contenido. Se pueden adoptar medidas del archivo en estudios futuros para garantizar el uso de instrumentos comparables y de alta calidad. DOCA cubre, entre otras cosas, medidas para el análisis de contenido de medios ficticios y entretenimiento (por ejemplo, medidas para la sexualización en videojuegos), de contenido mediático generado por el usuario (por ejemplo, medidas para el discurso de odio en línea), y de los medios de comunicación y el periodismo (por ejemplo, medidas para el uso de fotografías de archivo en informes de prensa sobre abuso sexual infantil y medidas de personalización en la cobertura de campañas electorales).

## Herramientas computacionales
Con el auge de las instalaciones informáticas comunes como las PC, los métodos de análisis basados en computadora están ganando popularidad. Las respuestas a preguntas abiertas, artículos periodísticos, manifiestos de partidos políticos, registros médicos u observaciones sistemáticas en experimentos pueden estar sujetos a un análisis sistemático de datos textuales.
Al tener contenidos de comunicación disponibles en forma de textos legibles por máquina, la entrada se analiza en busca de frecuencias y se codifica en categorías para generar inferencias.
El análisis asistido por computadora puede ayudar con grandes conjuntos de datos electrónicos al reducir el tiempo y eliminar la necesidad de múltiples codificadores humanos para establecer la confiabilidad entre codificadores. Sin embargo, todavía se pueden emplear codificadores humanos para el análisis de contenido, ya que a menudo son más capaces de detectar significados latentes y matizados en el texto. Un estudio encontró que los codificadores humanos podían evaluar un rango más amplio y hacer inferencias basadas en significados latentes.

## Fiabilidad y validez
Para hacer inferencias válidas a partir del texto, es importante que el procedimiento de clasificación sea confiable en el sentido de ser consistente: diferentes personas deben codificar el mismo texto de la misma manera. La validez, la confiabilidad entre codificadores y la confiabilidad intracodificadores están sujetas a intensos esfuerzos de investigación metodológica durante largos años. Neuendorf sugiere que cuando se utilizan codificadores humanos en el análisis de contenido se deben utilizar al menos dos codificadores independientes. La fiabilidad de la codificación humana a menudo se mide utilizando una medida estadística de confiabilidad entre codificadores o "la cantidad de acuerdo o correspondencia entre dos o más codificadores". Lacy y Riffe identifican la medición de la confiabilidad entre codificadores como una fortaleza del análisis de contenido cuantitativo, argumentando que, si los analistas de contenido no miden la confiabilidad entre codificadores, sus datos no son más confiables que las impresiones subjetivas de un solo lector.
De acuerdo con los estándares de informes actuales, los análisis de contenido cuantitativos deben publicarse con libros de códigos completos y, para todas las variables o medidas en el libro de códigos, se deben informar los coeficientes de confiabilidad entre codificadores o entre evaluadores apropiados con base en pruebas previas empíricas. Además, se debe garantizar la validez de todas las variables o medidas del libro de códigos. Esto se puede lograr mediante el uso de medidas establecidas que han demostrado su validez en estudios anteriores. Asimismo, la validez de contenido de las medidas puede ser verificada por expertos en el campo que examinan y luego aprueban o corrigen las instrucciones de codificación, definiciones y ejemplos en el libro de códigos.

### Tipos de texto
Hay cinco tipos de textos en el análisis de contenido:
- Texto escrito, como libros y artículos
- Texto oral, como el habla y representaciones teatrales.
- Texto icónico, como dibujos, pinturas e íconos.
- Texto audiovisual, como programas de televisión, películas y vídeos.
- Hipertextos, que son textos que se encuentran en Internet.

### Contenido latente y manifiesto
El contenido manifiesto es fácilmente comprensible en su valor nominal. Su significado es directo. El contenido latente no es tan manifiesto y requiere interpretación para descubrir el significado o la implicación.

## Historia
El análisis de contenido consiste en investigar utilizando la categorización y clasificación del habla, texto escrito, entrevistas, imágenes u otras formas de comunicación. En sus inicios, utilizando los primeros periódicos de finales del siglo XIX, el análisis se hacía manualmente midiendo el número de columnas dadas a un tema. El enfoque también se remonta a un estudiante universitario que estudiaba patrones en la literatura de Shakespeare en 1893.
A lo largo de los años, el análisis de contenido se ha aplicado a diversos ámbitos. La hermenéutica y la filología han utilizado durante mucho tiempo el análisis de contenido para interpretar textos sagrados y profanos y, en muchos casos, para atribuir autoría y autenticidad a los textos.
En los últimos tiempos, particularmente con el advenimiento de la comunicación de masas, el análisis de contenido ha conocido un uso cada vez mayor para analizar y comprender en profundidad el contenido y la lógica de los medios. El politólogo Harold Lasswell formuló las preguntas centrales del análisis de contenido en su versión convencional de principios y mediados del siglo XX: «¿Quién dice qué, a quién, por qué, en qué medida y con qué efecto?». El fuerte énfasis en un enfoque cuantitativo iniciado por Lasswell fue finalmente llevado a cabo por otro "padre" del análisis de contenido, Bernard Berelson, quien propuso una definición de análisis de contenido que, desde este punto de vista, es emblemática: «una técnica de investigación para la descripción objetiva, sistemática y cuantitativa del contenido manifiesto de la comunicación».
El análisis de contenido cuantitativo ha gozado de una renovada popularidad en los últimos años gracias a los avances tecnológicos y a su fructífera aplicación en la investigación de la comunicación de masas y la comunicación personal. El análisis de contenido de big data textual producido por los nuevos medios, particularmente las redes sociales y los dispositivos móviles, se ha vuelto popular.[¿según quién?] Estos enfoques adoptan una visión simplificada del lenguaje que ignora la complejidad de la semiosis, el proceso mediante el cual se forma el significado a partir del lenguaje. Los analistas de contenido cuantitativo han sido criticados por limitar el alcance del análisis de contenido al simple recuento y por aplicar las metodologías de medición de las ciencias naturales sin reflexionar críticamente sobre su idoneidad para las ciencias sociales. Por otro lado, los analistas de contenidos cualitativos han sido criticados por no ser lo suficientemente sistemáticos y demasiado impresionistas.  Krippendorff sostiene que los enfoques cuantitativos y cualitativos del análisis de contenido tienden a superponerse y que no puede haber una conclusión generalizable sobre qué enfoque es superior.
El análisis de contenido también puede describirse como el estudio de huellas, que son documentos de épocas pasadas, y artefactos, que son documentos no lingüísticos. Se entiende que los textos son producidos por procesos de comunicación en el sentido amplio de la frase, a menudo ganando significado a través de la abducción.

## Usos
Holsti agrupa quince usos del análisis de contenido en tres categorías básicas:
- Hacer inferencias sobre los antecedentes de una comunicación
- Describir y hacer inferencias sobre las características de una comunicación.
- Hacer inferencias sobre los efectos de una comunicación.

También sitúa estos usos en el contexto del paradigma básico de la comunicación.
La siguiente tabla muestra quince usos del análisis de contenido en términos de su propósito general, elemento del paradigma de comunicación al que se aplican y la pregunta general que pretenden responder.
| Propósito | Elemento                  | Pregunta         | Uso |
| --- | ------------------------- | ---------------- | --- |
| Hacer inferencias sobre los antecedentes de las comunicaciones.                                                      | Fuente                    | ¿Quién?          | - Responder preguntas de autoría en disputa (análisis de autoría) |
| Hacer inferencias sobre los antecedentes de las comunicaciones.                                                      | Proceso de codificación   | ¿Por qué?        | - Inteligencia militar y política segura - Analizar los rasgos de los individuos. - Inferir aspectos culturales y cambio. - Proporcionar evidencia legal y evaluativa                                        |
| Describir y hacer inferencias sobre las características de las comunicaciones.                                       | Canal                     | ¿Cómo?           | - Analizar técnicas de persuasión. - Analizar estilo |
| Describir y hacer inferencias sobre las características de las comunicaciones.                                       | Mensaje                   | ¿Qué?            | - Describir tendencias en contenido de comunicación. - Relacionar las características conocidas de las fuentes con los mensajes que producen. - Comparar el contenido de la comunicación con los estándares. |
| Describir y hacer inferencias sobre las características de las comunicaciones.                                       | Receptor                  | ¿A quién?        | - Relacionar las características conocidas de las audiencias con los mensajes producidos para ellas. - Describir patrones de comunicación.                                                                   |
| Hacer inferencias sobre las consecuencias de las comunicaciones.                                                     | Proceso de decodificación | ¿Con qué efecto? | - Medir la legibilidad - Analizar el flujo de información. - Evaluar las respuestas a las comunicaciones. |
| Nota. Propósito, elemento de comunicación y pregunta de Holsti. Usos principalmente de Berelson adaptado por Holsti. |                           |                  | |

Como contrapunto, existen límites al ámbito de uso de los procedimientos que caracterizan el análisis de contenido. En particular, si el acceso al objetivo del análisis se puede obtener por medios directos sin interferencia material, entonces las técnicas de medición directa producirán mejores datos. Por lo tanto, mientras que el análisis de contenido intenta describir cuantificablemente comunicaciones cuyas características son principalmente categóricas (generalmente limitadas a una escala nominal u ordinal) a través de unidades conceptuales seleccionadas (la unificación) a las que se les asignan valores (la categorización) para la enumeración mientras se monitorea la confiabilidad entre codificadores, si, por el contrario, la cantidad objetivo es manifiestamente ya medible directamente (normalmente en una escala de intervalo o de razón), especialmente una cantidad física continua, entonces dichos objetivos normalmente no figuran entre los que necesitan las selecciones y formulaciones "subjetivas" del análisis de contenido.

## Esquema de codificación inicial
El proceso del esquema de codificación inicial o enfoque de codificación depende del enfoque del análisis de contenido particular seleccionado. A través de un análisis de contenido dirigido, los académicos redactan un esquema de codificación preliminar a partir de teorías o supuestos preexistentes. Mientras que con el enfoque de análisis de contenido convencional, el esquema de codificación inicial se desarrolla a partir de los datos.
Con cualquiera de los enfoques anteriores, es recomendable que los investigadores se sumerjan en los datos para obtener una imagen general. Además, es vital identificar una unidad de codificación clara y coherente, y las opciones de los investigadores van desde una sola palabra hasta varios párrafos, desde textos hasta símbolos icónicos. Por último, construir las relaciones entre códigos clasificándolos dentro de categorías o temas específicos.